# 환경주의적 아나키즘
환경주의적 아나키즘(영어: Anarcho-naturism) 또는 자연주의적 아니키즘은 여러 분파의 환경주의 사상과 아나키즘 사상이 결합한 형태이며, 환경주의적 아나키즘이라 불리는 사상은 다음과 같은 사상들이 있다.
- 채식아나키즘(영어: Veganarchism)은 동물권의 보장으로부터 시작하여, 전사회적인 채식주의를 옹호하고, 권력 현상을 최소화시키려고 하거나 부정하는 사상이다.
- 녹색아나키즘(영어: Green anarchism)은 녹색 정치사상과 아나키즘 사상이 결합한 형태의 사상이다.
- 사회생태주의(영어: Social ecology)은 머레이 북친이 주장한 사상 또는 이론이다. 사회생태주의는 아나키즘적이며, 인간과 자연의 지배 구조와 더불어 변증법적 자연주의를 다룬 사상이다.
- 원시주의적 아나키즘(영어: Primitivist anarchism)은 현대 기술은 생태계 파괴를 불러오기 때문에, 원시주의적인 현대로 회귀하자는 아나키즘이다.

## 같이 보기
- 아담파
- 아나르코원시주의
- 녹색아나키즘
- 나체주의